# Rakousko na Letních olympijských hrách 1932
Rakousko na Letních olympijských hrách 1932 v kalifornském Los Angeles reprezentovalo 19 sportovců (17 mužů a 2 ženy) v 7 sportech.

## Medailisté
| Medaile | Jméno            | Sport    | Disciplína             |
| ------- | ---------------- | -------- | ---------------------- |
| Zlato   | Ellen Preisová   | Šerm     | Jednotlivci fleret     |
| Stříbro | Hans Haas        | Vzpírání | váha lehká             |
| Bronz   | Karl Hipfinger   | Vzpírání | váha střední           |
| Bronz   | Nikolaus Hirschl | Zápas    | volný styl nad 97 kg   |
| Bronz   | Nikolaus Hirschl | Zápas    | řecko-římský nad 87 kg |